# UFC Fight Night: Magomedsharipov vs. Kattar
UFC Fight Night: Magomedsharipov vs. Kattar (también conocido como UFC on ESPN+ 21 o UFC Fight Night 163) fue un evento de artes marciales mixtas producido por Ultimate Fighting Championship que se llevó a cabo el 9 de noviembre de 2019 en la CSKA Arena de Moscú, Rusia.

## Historia
Un combate de peso pesado entre el excampeón de peso pesado de UFC, Junior dos Santos, y el excampeón de peso pesado de Bellator MMA, Alexander Volkov, estaba programado para servir como combate estelar del evento. Sin embargo, dos Santos se retiró del enfrentamiento el 22 de octubre, tras una infección bacteriana en su pierna. Greg Hardy fue anunciado como su reemplazo el mismo día, moviendo esta pelea a la coestelar.
Una pelea de peso pluma entre Zabit Magomedsharipov y Calvin Kattar estaba programada para UFC on ESPN: Reyes vs. Weidman. Sin embargo, los funcionarios de la promoción eligieron reprogramar el combate para este evento. A su vez, después de cancelarse el combate estelar original, el combate pasó a servir como cabeza del cartel a tres asaltos.
Vinc Pichel enfrentaría a Alexander Yakovlev en el evento. Sin embargo, Pichel se retiró de la pelea el 24 de octubre tras una lesión no revelada y fue reemplazado por Roosevelt Roberts.
Una pelea de peso semipesado entre Gadzhimurad Antigulov y Ed Herman estaba programada para el evento. Sin embargo, Antigulov fue retirado del combate por una razón no revelada y fue reemplazado por Khadis Ibragimov.

## Premios extra
Los siguientes peleadores recibieron $50,000 en bonos:
- Pelea de la Noche: Zabit Magomedsharipov vs. Calvin Kattar
- Actuación de la Noche: Magomed Ankalaev y David Zawada